# Polska Bibliografia Wojskowa
Polska Bibliografia Wojskowa - jest jednym z najbardziej cenionych i najstarszych czasopism w Wojsku Polskim (kwartalnik wydawany przez Centralną Bibliotekę Wojskową). Po raz pierwszy ukazał się w marcu 1921 r. Rejestruje całokształt polskiego piśmiennictwa wojskowego, a także piśmiennictwo cywilne poświęcone militariom oraz polonika, w tym druki zwarte, artykuły z czasopism wojskowych, jak również selektywnie artykuły z czasopism ogólnopolskich i dzienników centralnych.
Pismo jest skierowane przede wszystkim do pracowników resortu obrony narodowej, kadry Sztabu Generalnego WP, a także innych centralnych instytucji wojskowych, cywilnych i naukowych.
Wybrane publikacje poświęcone Polskiej Bibliografii Wojskowej
- "Polska Bibliografia Wojskowa" w opinii jej użytkowników : (analiza badań) / Ministerstwo Obrony Narodowej, Centralna Biblioteka Wojskowa ; oprac. Elżbieta Pawińska, Teresa Staliś. - Warszawa : [s.n.], 2006
- Polska Bibliografia Wojskowa (1921-2001) / Izabela Kowalska, Elżbieta Pawińska // Bibliotekarz. – 2001, nr 6, s. 9-12
- Powstała ze społecznego zapotrzebowania : 75-lecie Polskiej Bibliografii Wojskowej : rozmowa z pułkownikiem Władysławem Henzlem, wicedyrektorem Centralnej Biblioteki Wojskowej ds. biblioteczno-informacyjnych i redaktorem naczelnym Polskiej Bibliografii Wojskowej / roz. Jarosław Gdański // Polska Zbrojna. – 1996, nr 160, s. 8
- 70 lat Polskiej Bibliografii Wojskowej / Władysław Henzel // Wojsko i Wychowanie. – 1991, nr 5, s. 102-103
- Polska Bibliografia Wojskowa 1921-1991 / Władysław Henzel // Wojskowy Przegląd Historyczny. – 1991, nr 3/4, s. 362-363
- Polska Bibliografia Wojskowa / Władysław Henzel // Polska Zbrojna. - 1991, nr 118, s. 5